# Habralebra williamsi
Habralebra williamsi är en insektsart som beskrevs av Young 1957. Habralebra williamsi ingår i släktet Habralebra och familjen dvärgstritar.
Artens utbredningsområde är Ecuador. Inga underarter finns listade i Catalogue of Life.